# Ключевые знаки

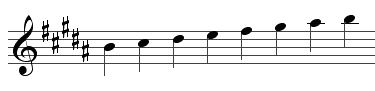
Ключевые знаки (диезы) для тональности Си мажор

Ключевы́е зна́ки (англ. key signature), в современной музыкальной нотации — знаки альтерации, выписанные в начале каждого нотоносца справа от ключа и имеющие действие на все ноты по своей линейке, вплоть до конца произведения или до смены ключевых знаков. Внутри такта действие ключевых знаков может отменяться случайными знаками.
В тональной музыке ключевые знаки обычно соответствуют основной тональности музыкального материала. В атональной музыке ключевые знаки не ставятся.
Порядок следования ключевых знаков соответствует кварто-квинтовому кругу.